# 叶苞脆蒴报春
叶苞脆蒴报春（学名：Primula bracteosa）为报春花科报春花属下的一个种。

## 扩展阅读
維基物種上的相關：叶苞脆蒴报春